# Канал Ибар—Лепенац
Канал Ибар—Лепенац је хидросистем, тј. каналска мрежа која се налази на територији Аутономне покрајине Косово и Метохија на југу Србије. Повезује језеро Газиводе, системом вештачких канала са центалним делом Косовске котлине. Дужине је око 146 километара.
Канал је грађен паралелно са изградњом бране на Ибру за потребе формирања акумулације Газиводе, крајем 1970-их година и током 1980-их. Пролази кроз општине Зубин Поток, Косовска Митровица, Вучитрн, затим Обилић, Глоговац и Косово Поље и град Приштину. Намена система је вишетрука: водоснабдевање наведених општина, хлађење система термоелектрана Косово А и Косово Б код Обилића и наводњавање обрадивих површина. Остатак каналске мреже од насеља Грачаница према реци Лепенац на југу покрајине није никада завршен, док је први део пројекта окончан 1986. године.